# رشته‌کوه سردینی
کوه‌های سردینی (به روسی: Срединный хребет  به معنای کوه‌های مرکزی یا کوه‌های میانه) رشته‌کوهی به ارتفاع ۳۶۲۱ متر واقع در شبه‌جزیره کامچاتکا در خاور دور روسیه است که در میان این شبه‌جزیره و در گستره‌ای از شمال شرقی تا جنوب غربی آن کشیده شده‌است.

## مشخصات
سردینی مهمترین رشته‌کوهی است که در سرتاسر بخش میانی شبه‌جزیرهٔ کامچاتکا کشیده شده و آن را به دو بخش تقسیم کرده است. این رشته‌کوه ۱۲۰۰ کیلومتر طول و ۱۲۰ کیلومتر عرض داشته و ارتفاعش به ۳۶۲۱ متر می‌رسد. آتشفشان فعال ایچینسکی بلندترین قلهٔ سردینی است.
رشته‌کوه سردینی از گنیس‌ها و شیست‌های متبلور، شیل و سنگ‌های آتشفشانی تشکیل شده است. همچنین آتشفشان‌های خاموش بسیاری در این رشته‌کوه وجود دارد که بیشترشان را آتشفشان‌های سپری تشکیل می‌دهند. بسیاری از آتشفشان‌های واقع در این رشته‌کوه را با توجه به مطالعات ریخت‌شناسی و تغییرات یخچالی آنها مربوط به دورهٔ هولوسن می‌دانستند اما پژوهایش‌های انجام‌گرفتهٔ بعدی در این زمینه این شک را به وجود آورد که سن بسیاری از آنان ممکن است به دورهٔ پلیستوسن برسد. با توجه به این موضوع اینک وضعیت آنها را با هولوسن؟ نشان می‌دهند که بیانگر عدم اطمینان از سن واقعی این آتشفشان‌هاست.